# Stolidodere aurivillii
Stolidodere aurivillii är en skalbaggsart som beskrevs av Hintz 1919. Stolidodere aurivillii ingår i släktet Stolidodere och familjen långhorningar. Inga underarter finns listade i Catalogue of Life.